# Bison alticornis
"Bison alticornis" es el nombre dado por Othniel Charles Marsh a dos cuernos orbítales que podrían ser los primeros restos hallados de un Triceratops. El nombre se debe a que en un principio Marsh pensó que se trataba de un bisonte gigante. Este nombre generalmente olvidado fue dado a restos de un ceratópsido, siendo imposible asignarle un género. Fue renombrado como Ceratops alticornis y como Triceratops alticornis, teniendo este último prioridad por ser un género anteriormente nombrado. Estos cuernos fueron encontrados en la Formación Lance, Wyoming, EE. UU., de finales del Cretácico, en el Maastrichtiense.
El género Bison, un mamífero ungulado, nunca fue considerado un dinosaurio. Marsh se refirió originalmente a los cuernos de este género como un bisonte porque al principio no se imaginaba que pertenecieran a un dinosaurio. Cuando prosiguió los estudios se corrigió a sí mismo refiriéndolo a Ceratops como C. alticornis. Esa fue la primera vez que los cuernos eran considerados dinosaurios.
Hatcher, Marsh y Lull, en su trabajo de 1907 se refirió la especie a como Triceratops alticornis. Es posible que Cope refiririera a esta especie a Polyonax alticornis. De hecho, si podría ser mostrado que los cuernos de T. alticornis le pertenecieron a un Triceratops horridus, la especie tendría que ser cambiar su nombre a T. alticornis.